# Pietro Rovelli
Pietro Rovelli (Bergamo, 6 febbraio 1793 – Bergamo, 8 settembre 1838) è stato un violinista e compositore italiano.

## Biografia
Nacque a Bergamo in una famiglia musicale (la vicenda della sua famiglia è legata anche a quella di Alfredo Piatti, suo cugino di secondo grado). Intraprese lo studio musicale sotto la guida del nonno Giovanni Battista Rovelli, che fu il primo violino della Cappella musicale della Basilica di Santa Maria Maggiore, e del padre Alessandro, violinista e maestro di cappella di Weimar. Tenne giovanissimo concerti in varie città europee e proseguì gli studi presso il Conservatorio di Parigi nella classe del celebre Rodolphe Kreutzer.
All'epoca era annoverato tra i massimi virtuosi del violino del suo tempo (Niccolò Paganini disse: «Io, primo, e dopo Rovelli»), parere che trova numerose conferme nelle testimonianze coeve. Ottenne nel 1814 il posto di primo violino nell'Orchestra della corte di Monaco di Baviera, dove rimase fino al 1820 ca. A Monaco ebbe diversi allievi (tra cui Bernhard Molique) e conobbe Louis Spohr.
Nel 1819 sposò a Vienna la pianista Michaela Förster (1802-1850 ca.), figlia del compositore Emanuel Aloys Förster, nota anche come Giacomina. Dal matrimonio nacquero otto figli, tra cui la celebre Costanza Rovelli ed Emanuele Rovelli (1836-1912), che divenne violinista seguendo la tradizione di famiglia.
Tornato a Bergamo, succedette al nonno come primo violino della Capella musicale di Santa Maria Maggiore e ricoprì altri incarichi musicali. Si dedicò all'insegnamento presso l'istituto musicale cittadino. 
Morì in seguito a un'encefalite nel 1838; in seguito Paganini fu interessato all'acquisto del suo magnifico violino Guarneri del Gesù.
Fu autore di diversi capricci per violino solo, pubblicati a Vienna, e di altre opere solistiche per il suo strumento.

## Opere significative
- 6 Capricci per violino op. 3 (1820, Artaria & Co.)
- 6 Capricci per violino op. 5 (1822, A. Diabelli et Co.)